# Западен хулок
Западният хулок (Hoolock hoolock) е вид бозайник от семейство Гибони (Hylobatidae). Видът е застрашен от изчезване.

## Разпространение
Разпространен е в Бангладеш, Индия (Асам) и Мианмар.